# Festival de Glyndebourne

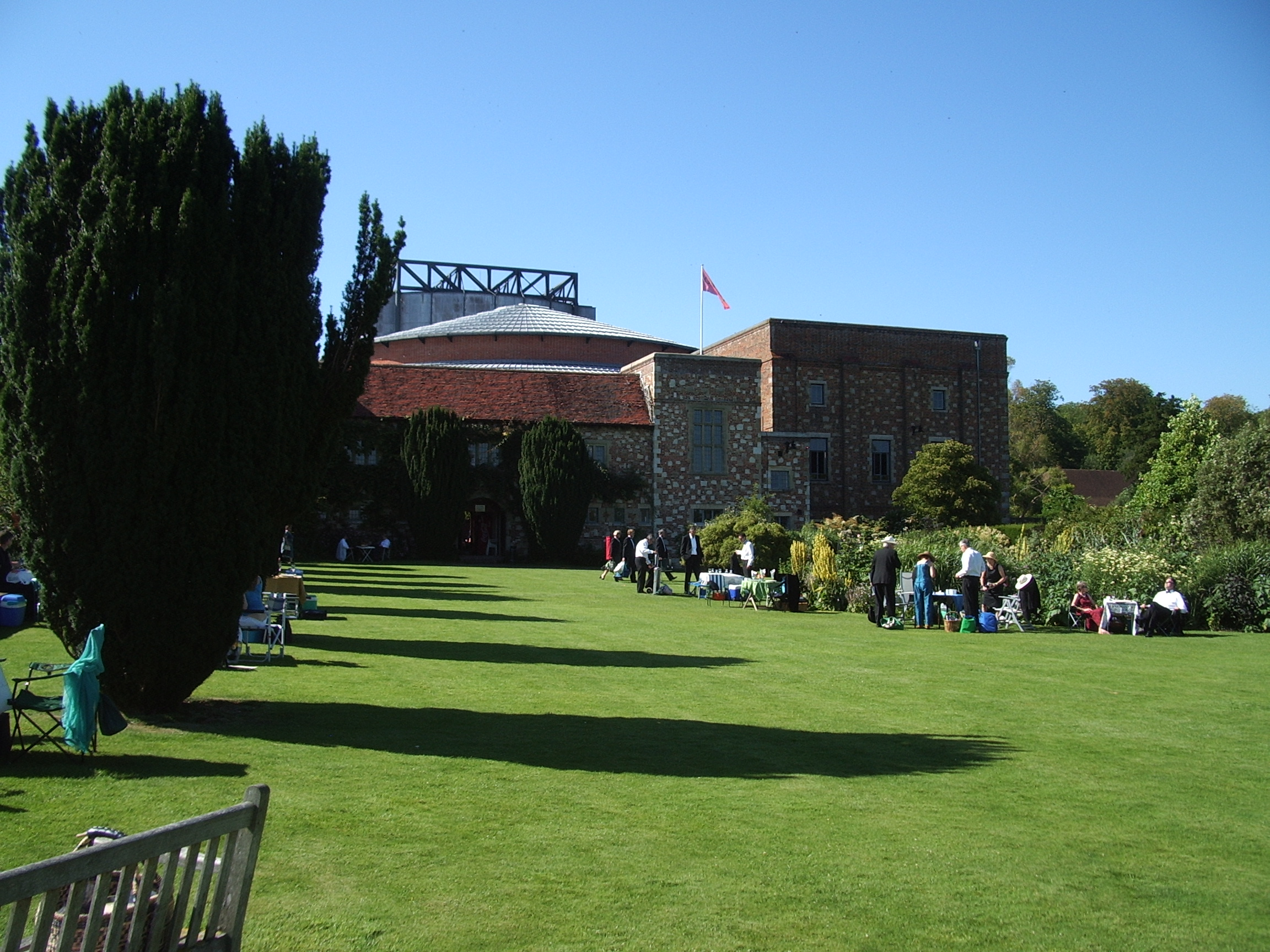
El nuevo teatro

Glyndebourne es el nombre de una casa de campo ubicada en los alrededores de Lewes, en East Sussex, Inglaterra, que desde 1934 acoge el Festival de Ópera de Glyndebourne (excepto durante la Segunda Guerra Mundial, y en 1993, cuando el teatro fue reconstruido).
La casa pasó a ser propiedad de John Christie en 1920. Como dueño de una compañía que fabricaba órganos (Hill, Norman & Bear Ltd.), Christie inició los trabajos de adaptación de Glyndebourne para acomodar un órgano en la sala de conciertos de 80 pies de largo, creando el instrumento más grande de Inglaterra, fuera de una catedral.
Como amante de la música, Christie organizó regularmente encuentros musicales en esta sala. Así conoció a su futura esposa, Audrey Mildmay, cantante de ópera profesional que le dio un toque de profesionalidad a estos encuentros. En su luna de miel, mientras visitaban los festivales de Salzburgo y Bayreuth, tuvieron la idea de crear un festival similar en su casa. Construyeron un auditorio con capacidad para 300 personas, contrataron al director de orquesta Fritz Busch y al director artístico Carl Ebert, ambos exiliados del régimen nazi, e inauguraron el festival el 28 de mayo de 1934.
El teatro original, construido a un lado de la casa, fue ampliado y mejorado en varias ocasiones, y para principios de los años 1990 ya incluían un complejo de restaurantes, camerinos y otras instalaciones. En 1992 se ofreció la última presentación en dicho teatro, y en 1994 se inauguró un nuevo teatro con capacidad para 1200 personas, construido gracias a donaciones públicas, con un costo de alrededor de 34 millones de libras esterlinas. El Festival opera sin ninguna ayuda pública. 
El Festival de Glyndebourne es muy famoso por sus producciones de óperas de Mozart, muchas de las cuales están consideradas como las mejores producciones hechas nunca en el siglo XX. Muchas de sus representaciones han sido grabadas en video y para la televisión. A finales de los años 1980, el festival de Glyndebourne hizo una nueva producción con mucho éxito de “Porgy y Bess, de Gershwin”, dirigida por Trevor Nunn. En los últimos años Mozart ha continuado siendo el repertorio principal del festival, pero la compañía ha tenido mucho éxito con producciones excepcionales de ópera de Leoš Janáček y Handel. Actualmente, el director musical del festival es Robin Ticciati.

## Directores musicales
- 1934-1951 - Fritz Busch
- 1952-1963 - Vittorio Gui
- 1964-1977 - John Pritchard
- 1978-1988 - Bernard Haitink
- 1989-2000 - Andrew Davis
- 2001-2013  - Vladímir Yúrovski
- 2014- -   - Robin Ticciati